# Mónaco en los Juegos Olímpicos de Helsinki 1952
Mónaco estuvo representado en los Juegos Olímpicos de Helsinki 1952 por ocho deportistas masculinos que compitieron en dos deportes.
El equipo olímpico monegasco no obtuvo ninguna medalla en estos Juegos.